# Torneo di Wimbledon 1929
Il Torneo di Wimbledon 1929 è stata la 49ª edizione del Torneo di Wimbledon e terza prova stagionale dello Slam per il 1929.
Si è giocato sui campi in erba dell'All England Lawn Tennis and Croquet Club di Wimbledon a Londra in Gran Bretagna. 
Il torneo ha visto vincitore nel singolare maschile il francese Henri Cochet
che ha sconfitto in finale in 3 set il connazionale Jean Borotra con il punteggio di 6–4 6–3 6–4.
Nel singolare femminile si è imposta la statunitense Helen Wills Moody che ha battuto in finale in 2 set la connazionale Helen Hull Jacobs.
Nel doppio maschile hanno trionfato Wilmer Allison e John Van Ryn, 
il doppio femminile è stato vinto dalla coppia formata da Phoebe Watson e Peggy Saunders e 
nel doppio misto hanno vinto Helen Wills Moody con Frank Hunter.

## Risultati

### Singolare maschile
Henri Cochet ha battuto in finale  Jean Borotra con il punteggio di 6–4 6–3 6–4

### Singolare femminile
Helen Wills Moody ha battuto in finale  Helen Hull Jacobs con il punteggio di 6–1, 6–2

### Doppio maschile
Wilmer Allison /  John Van Ryn hanno battuto in finale  Ian Collins /  Colin Gregory con il punteggio di 6–4, 5–7, 6–3, 10-12, 6–4

### Doppio femminile
Phoebe Watson /   Peggy Saunders hanno battuto in finale  Phyllis Covell /  Dorothy Barron con il punteggio di 6–4, 8–6

### Doppio misto
Helen Wills Moody /  Frank Hunter hanno battuto in finale  Joan Fry /  Ian Collins con il punteggio di 6–1, 6–4